# Newport (Oregon)
Newport (kiejtése:[ˈnupɔrt]) az Amerikai Egyesült Államok északnyugati részén, Oregon állam Lincoln megyéjében helyezkedik el. 1882-ben alapították, habár 1868-ban már működött egy Newport nevű postahivatal.
A 2010. évi népszámlálási adatok alapján 9 989 lakosa van, ez 5%-os növekedés a 2000. évi adatokhoz képest. A város teljes területe 27,43 km², ebből 3,99 km² vízi.
Newport Lincoln megye megyeszékhelye. Főbb látványosságai: Oregon Coast Aquarium,  Hatfield Marine Science Center, Nye Beach, a Yaquina Head és Yaquina Bay világítótornyok, és a Rogue Ales.

## Éghajlat
Newport időjárása enyhén csapadékos; a legtöbb csapadék a téli hónapokban hullik. Évente átlagosan 0,4 napon van melegebb 32 °C-nál, 29 napon pedig a hőmérséklet fagypont alatt van. A valaha mért leghidegebb -17 °C fok, a legmelegebb pedig 38 °C volt.
1961 és 1990 között az átlagos évi csapadékmennyiség 1 803 mm volt. Napjainkban átlagosan évi 187 napon esik 0,25 mm, vagy több csapadék. Az átlagos hómennyiség 4 mm.
1962 októberében, a Columbus-napi Szélvihar napján Newportban a széllökések sebessége elérte a 222 kilométer per órát; ekkor a szélmérő működése leállt. A National Weather Service ezt a 20. század során Oregonban bekövetkezett 10 legjelentősebb időjárási eseménye közé sorolta.
Hasonló eset történt 1964 decemberében, amikor egy felhőszakadás miatt az állam több pontján is nagy árvizek voltak. A városra 530 milliméternyi csapadék hullott, ez kétszerese az ilyenkor szokásosnak. Ez volt az 1870-es évek óta Oregon legnagyobb árvize.
Newport városában a legtöbb hó 1950 januárjában esett, amikor az átlagos 4 mm helyett a lehullott mennyiség 15 mm volt.
| Hónap                                                                                    | Jan.  | Feb.  | Már. | Ápr. | Máj. | Jún. | Júl. | Aug. | Szep. | Okt. | Nov. | Dec.  | Év    |
| ---------------------------------------------------------------------------------------- | ----- | ----- | ---- | ---- | ---- | ---- | ---- | ---- | ----- | ---- | ---- | ----- | ----- |
| Rekord max. hőmérséklet (°C)                                                             | 21,0  | 25,0  | 23,0 | 28,0 | 32,0 | 33,0 | 38,0 | 33,0 | 36,0  | 34,0 | 26,0 | 21,0  | 38,0  |
| Átlagos max. hőmérséklet (°C)                                                            | 10,0  | 11,0  | 12,0 | 13,0 | 15,0 | 17,0 | 18,0 | 18,0 | 18,0  | 16,0 | 13,0 | 11,0  | 14,4  |
| Átlaghőmérséklet (°C)                                                                    | 6,5   | 7,5   | 8,0  | 9,0  | 11,0 | 13,0 | 14,0 | 14,5 | 13,5  | 12,0 | 9,5  | 7,5   | 10,5  |
| Átlagos min. hőmérséklet (°C)                                                            | 3,0   | 4,0   | 4,0  | 5,0  | 7,0  | 9,0  | 10,0 | 11,0 | 9,0   | 8,0  | 6,0  | 4,0   | 6,7   |
| Rekord min. hőmérséklet (°C)                                                             | −16,0 | −11,0 | −3,0 | −5,0 | 0,0  | 1,0  | 1,0  | 3,0  | 0,0   | −4,0 | −8,0 | −17,0 | −17,0 |
| Átl. csapadékmennyiség (mm)                                                              | 270   | 206   | 209  | 125  | 89   | 68   | 25   | 32   | 67    | 138  | 276  | 299   | 1803  |
| Forrás: The Climate of Oregon (1961–1990) és Western Regional Climate Center (1931–2005) |       |       |      |      |      |      |      |      |       |      |      |       |       |

## Népesség

### 2010
A 2010-es népszámláláskor a városnak 9 989 lakója, 4 354 háztartása és 2 479 családja volt. A népsűrűség 426,3 fő/km². A lakóegységek száma 5 540, sűrűségük 236,3 db/km².
A háztartások negyedében élt 18 évnél fiatalabb. 41% házas, 11% egyedülálló nő, 5% pedig egyedülálló férfi; 43% pedig nem család. 35% egyedül élt; 15%-uk 65 éves vagy idősebb. Egy háztartásban átlagosan 2,2 személy élt; a családok átlagmérete 2,8 fő.
A medián életkor körülbelül 43 év volt. A város lakóinak 20%-a 18 évesnél fiatalabb, 8% 18 és 24 év közötti, 24%-uk 25 és 44 év közötti, 29%-uk 45 és 64 év közötti, 19%-uk pedig 65 éves vagy idősebb. A lakosok 49,1%-a férfi, 50,9%-uk pedig nő.

### 2000
A 2000-es népszámláláskor a városnak 9 532 lakosa, 4 112 háztartása és 2 495 családja volt. A népsűrűség 414,5 km².
A lakosság 22%-a 18 évnél fiatalabb, 8%-a 18 és 24 év közötti, 26%-a 25 és 44 év közötti, 27%-a 45 és 64 év közötti, 17%-a pedig 65 éves vagy idősebb. Minden 100 nőre 95,6 férfi jut; a 18 évnél idősebb nőknél ez az arány 92.
A háztartások medián bevétele 31 996 amerikai dollár, ez az érték családoknál $36 682. A férfiak medián keresete $31 416, míg a nőké $26 582. A város egy főre jutó bevétele (PCI) $20 580. A családok 12,2%-a, a teljes népesség 14,4%-a élt létminimum alatt; a 18 év alattiaknál ez a szám 17,1%.

## Gazdaság

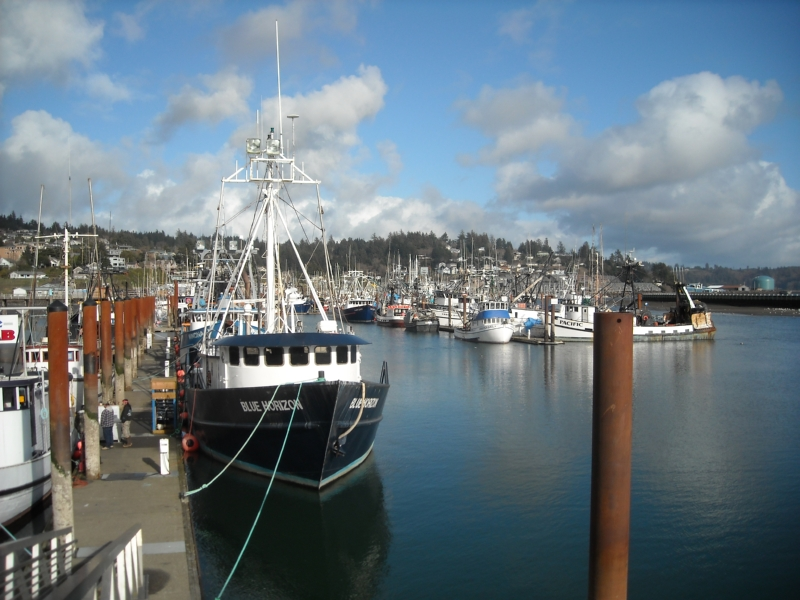
Yaquina Bay kikötője

2011 augusztusában a Nemzeti Óceán- és Légkörkutatási Hivatal (NOAA) kutatóhajóit Seattle-ből Newportba telepítette. A bázisnak összesen 175 alkalmazottja van, ebből 110 tengerésztiszt. Négy kutatóhajón folyik a munka, illetve még további két vándorhajónak nyújtanak támogatást.
Ezen felül a NOAA néhány alkalmazottja a Hatfield Marine Science Centernél állomásozik. A központ munkatársai Alaszkában és az USA északkeleti részein végeznek halakkal kapcsolatos kutatásokat. A tervek szerint hajóik az RV Oceanus és RV Elakha kutatóhajókkal együtt fognak kutatásokat végezni.

## Oktatás

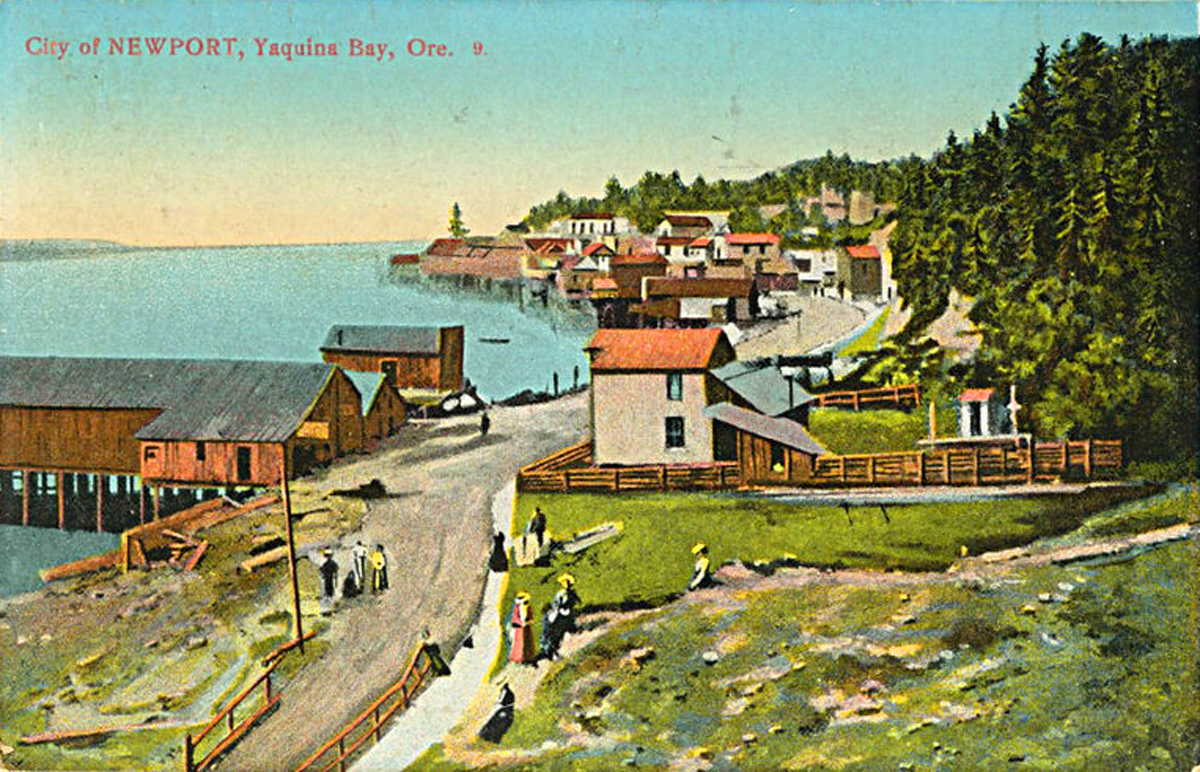
Newport az 1910-es évek közepén

1987-ben alapították az Oregon Coast Community College-t; ez évben meg is kezdődött az oktatás. Newport iskolái a Lincoln School District (Lincoln megyei Iskolakerület) tagjai. Az iskolák: Newport High School, Newport Preparatory Academy, Newport Intermediate School, Isaac Newton Magnet School és Sam Case Primary School.
Newport ad otthont továbbá a Hatfield Marine Science Centernek, melyet szövetségi és állami ügynökségek közreműködésével az Oregon State University (Oregon Állami Egyetem) működtet. Az intézmény a tengerek élővilágával kapcsolatos kutatásokra specializálódott, emellett a szintén az egyetem által működtetett College of Oceanic and Atmospheric Sciences (Óceáni és Légköri Tudományok Főiskolája) gyakorlóhelye.

## Média

### Rádióadók
A városban több csatorna is befogható:
- KNPT ─ beszélgetős műsorok
- KEQB ─ countryzene
- KPPT ─ 60-as, 70-es, és 80-as évek zenéi
- KCUP ─ hírek

### Újságok
A város nyomtatott lapja, a News Times hetente kétszer, szerdán és pénteken jelenik meg; ezenkívül Lincoln megye rendelkezik saját online lappal (newslincolncounty.com).

## Testvérváros
- Monbetsu, Japán

## Fordítás
Ez a szócikk részben vagy egészben  a   Newport, Oregon című angol Wikipédia-szócikk ezen változatának fordításán alapul.  Az eredeti cikk szerkesztőit annak laptörténete sorolja fel. Ez a jelzés csupán a megfogalmazás eredetét és a szerzői jogokat jelzi, nem szolgál a cikkben szereplő információk forrásmegjelöléseként.